# Mkulwe
Mkulwe è una circoscrizione rurale (rural ward) della Tanzania situata nel distretto di Momba, regione di Mbeya. Conta una popolazione di 9 337 abitanti (censimento 2012).